# Erik Evertsson
Erik Evertsson, född 3 maj 1711 Frånö, Ångermanland, död 31 januari 1791 i Frånö, Ångermanland, var en svensk nämndeman och riksdagsman.
Erik Evertsson var sonson till Erik Olofsson, kapten i Gudmundrå socken, brorson till Måns Olofsson (1664-1750), länsman och riksdagsman
Evertsson var gift med Annika Eriksdotter. Tillsammans fick de fyra barn. Sonen Erik Eriksson Frånberg, klockare och kyrkvärd i Gudmundrå församling, antog släktnamnet Frånberg efter odalgården.